# Französische Badmintonmeisterschaft 1962
Die Französische Badmintonmeisterschaft 1962 fand in Le Havre statt. Es war die 13. Austragung der nationalen Titelkämpfe im Badminton in Frankreich.

## Titelträger
| Disziplin    | Sieger                           |
| ------------ | -------------------------------- |
| Herreneinzel | Ghislain Vasseur                 |
| Dameneinzel  | France Groene                    |
| Herrendoppel | Ghislain Vasseur Christian Badou |
| Damendoppel  | Annie Groene Annie Causse        |
| Mixed        | Yves Corbel Annie Causse         |